# Brunswick River (vattendrag i Western Australia)
Brunswick River är ett vattendrag i Australien. Det ligger i delstaten Western Australia, omkring 140 kilometer söder om delstatshuvudstaden Perth.
Trakten runt Brunswick River består till största delen av jordbruksmark. Runt Brunswick River är det glesbefolkat, med 9 invånare per kvadratkilometer. Genomsnittlig årsnederbörd är 1 014 millimeter. Den regnigaste månaden är maj, med i genomsnitt 183 mm nederbörd, och den torraste är februari, med 9 mm nederbörd.